# ウルグアイ

ウルグアイ東方共和国
República Oriental del Uruguay

国の標語：Libertad o Muerte
（スペイン語: 自由か死か）
国歌：Himno nacional de Uruguay (Orientales, la Patria o la Tumba)（スペイン語）
ウルグアイの国歌（東方人よ、祖国か墓か）

ウルグアイ東方共和国（ウルグアイとうほうきょうわこく、スペイン語: República Oriental del Uruguay）、通称ウルグアイは、南アメリカ南東部に位置する共和制国家である。首都はモンテビデオ。北と東にブラジルと、西にアルゼンチンと国境を接しており、南は大西洋に面している。スリナムに続いて南アメリカ大陸で二番目に面積が小さい国であり、コーノ・スールの一部を占める。

## 国名

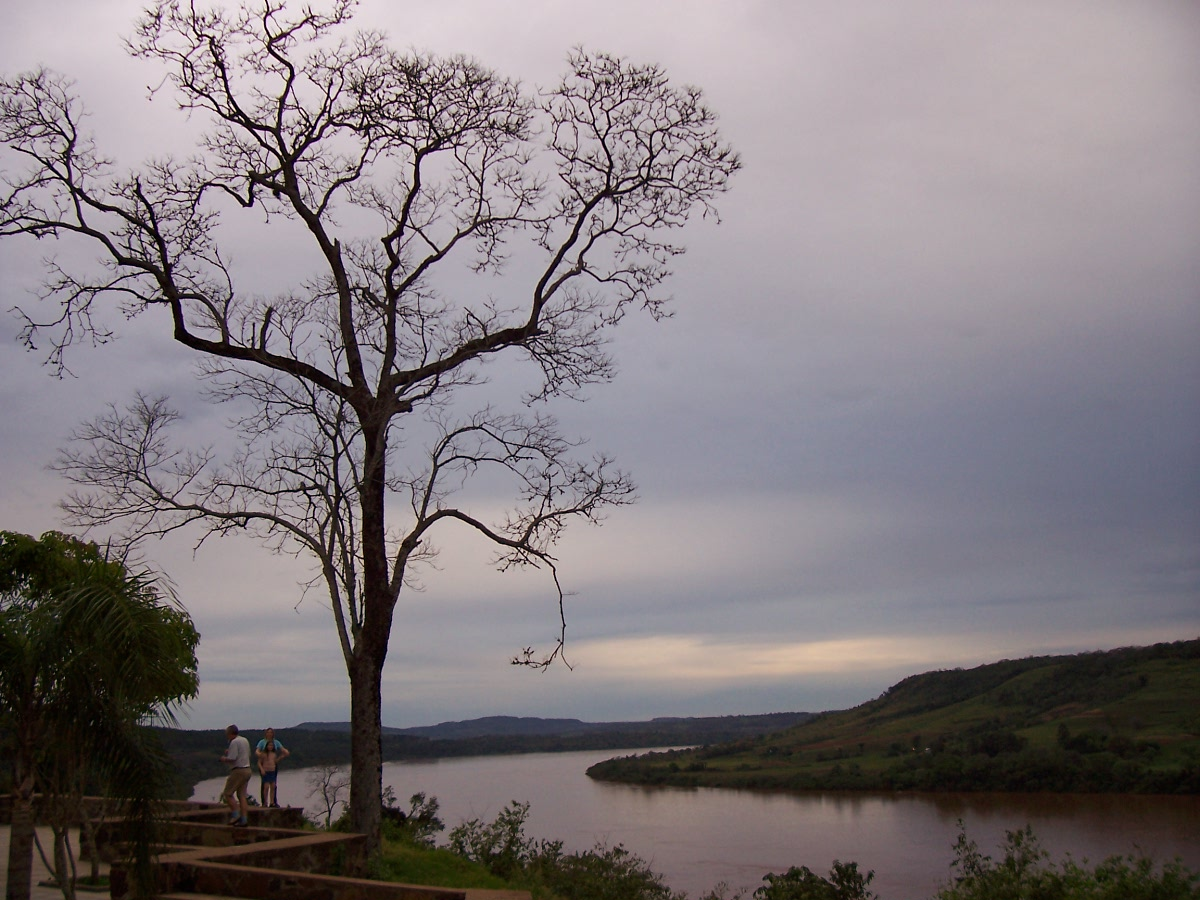
ウルグアイ川

正式名称はスペイン語で、República Oriental del Uruguay（レプブリカ・オリエンタル・デル・ウルグアイ）。通称、Uruguay [uɾuˈɣwai̯] ( 音声ファイル)。
国名は西部を流れるウルグアイ川に由来し、語源はチャルーア語で「ウル（という名前の鳥）の川」を意味する。また、正式名称の東方とは、ウルグアイ川の東岸にあることに由来し、独立前に同地を「東方州（バンダ・オリエンタル）」と呼んだことに因む。

## 歴史

### 先コロンブス期
現在のウルグアイに当たる場所にはヨーロッパ人の到達直前には、約5,000人程の先住民がいたと推測されており、タワンティン・スウユ（インカ帝国）の権威がこの地には及ばなかったため、モンゴロイドのチャルーア人とグアラニー人をはじめとするインディオの諸集団が、狩猟や原始的な農耕を営みながら生計を立てていた。

### スペイン植民地時代
1516年にスペイン人フアン・ディアス・デ・ソリスがここを探検。1520年にはフェルディナンド・マゼランがラ・プラタ川を遡上。その航海の中で、現在のモンテビデオに当たる地域にあった140m程の小高い丘を見た時に発した「山を見たり!（Monte Vide Eu!）」というポルトガル語が首都の名前の由来であるという説がある（名前の由来については他の説もある）。
平坦な丘陵が続き、特に鉱山資源もないこの土地は殖民が遅れたが、放牧された牛、馬、羊が大繁殖するといつの間にかガウチョが住むようになり、家畜を取り合ってスペインとポルトガルの争いが始まった。1680年にポルトガルがコロニア・デル・サクラメントを建設すると、スペインが追随して1726年にモンテビデオを建設した。こうしてこの地は両国の係争地になったが最終的にはスペインの植民地となり、「ウルグアイ川東岸地帯（Banda Oriental del Uruguay,バンダ・オリエンタル）」と呼ばれるようになった。その後、両国の戦争と、1750年代のイエズス会追放によるグアラニー戦争で先住民グアラニー人がパラグアイに撤退した。1776年にリオ・デ・ラ・プラタ副王領が創設されると、モンテビデオはブエノスアイレスに続く第二の港として発展した。

### 独立戦争とアルティーガス

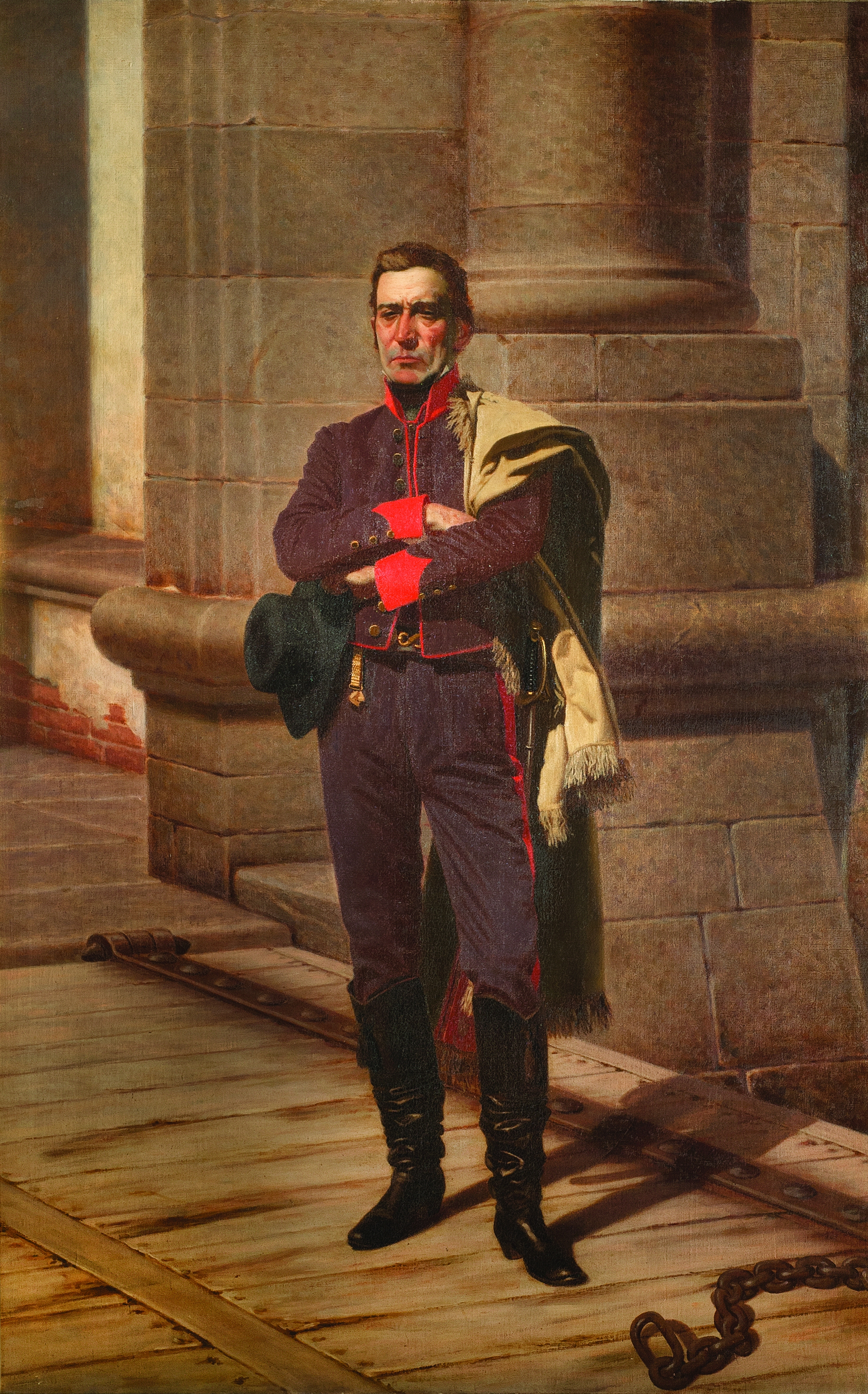
街角に佇むホセ・アルティーガス
フアン・マヌエル・ブラネス画。

フランス革命以降、ヨーロッパで続いたナポレオン戦争により、ナポレオン・ボナパルトの指導するフランスとスペインが同盟を結び、イギリスと戦うことになると、イギリスはラ・プラタ地方に目をつけ、1806年にブエノスアイレスに侵攻し、また、同年モンテビデオを占領する。ホセ・アルティーガスはこのイギリス軍の侵攻に対して民兵隊を率いてあたり、1807年にブエノスアイレスでポルテーニョ民兵隊に敗れたイギリス軍はモンテビデオからも撤退した。翌1808年フランス軍がスペインに侵入し、ナポレオンは自身の兄ジョゼフをスペイン王ホセ1世として即位させた。それに反発する住民が蜂起し、スペイン独立戦争が勃発すると、インディアス植民地は偽王への忠誠を拒否し、各地でクリオージョ達による自治、独立運動が進んだ。
1810年5月25日、ブエノスアイレスでの五月革命が勃発し、ポルテーニョ達がラ・プラタ副王を追放すると、1811年から共和主義者で連邦派のカウディージョホセ・アルティーガスによりスペインに対する独立戦争が始まった。1811年にブエノスアイレスと呼応してラス・ピエドラスの戦いでスペイン軍を破った後、アルティーガスはバンダ・オリエンタルを東方州に組織し直し、連邦同盟を結成して、貿易の独占を求めるブエノスアイレスの中央集権派と戦うが、1816年にブラジルからポルトガル軍が侵攻し全土を占領する。アルティーガスによるゲリラ的な抵抗は続いたが、1820年にアルティーガスは最終的な敗北を喫してパラグアイに亡命した。その後バンダ・オリエンタルはブラジルに併合され「シスプラチナ州（「ラ・プラタ河手前の州」の意）」と改称された。しかし、東方州からの亡命者や、連邦同盟に属していたラ・プラタ連合州のリトラル諸州の連邦派の間に東方州の奪還を求める声が上がり、ブエノスアイレスの政府もその声を無視することは出来なくなっていった。

### ブラジル戦争とウルグアイの独立

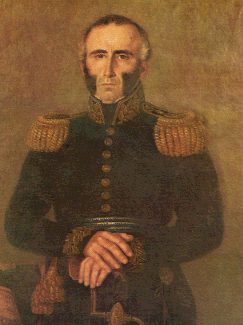
フアン・アントニオ・ラバジェハ。

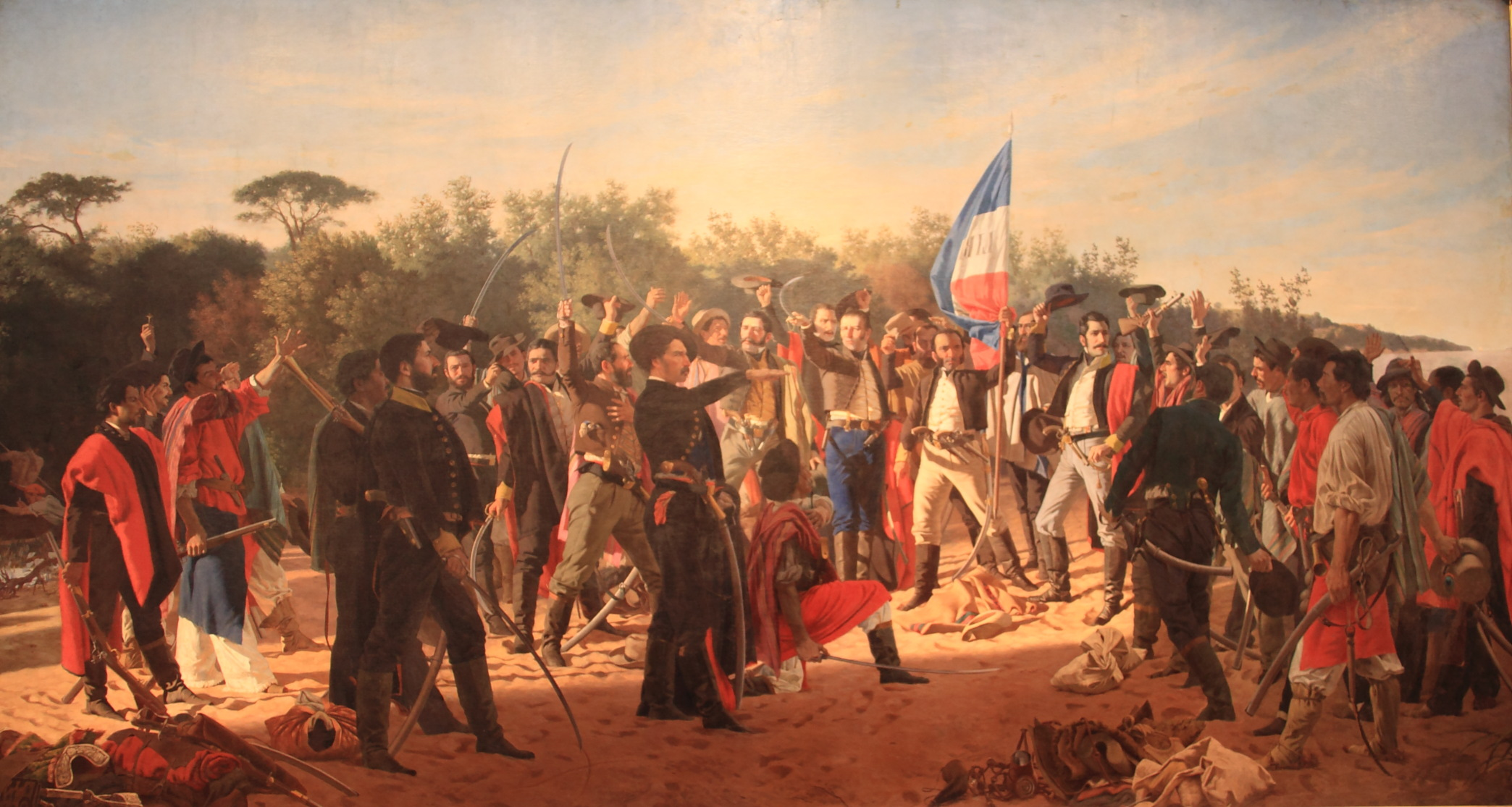
33人の東方人の誓い

ブラジル帝国とラ・プラタ連合州とのシスプラティーナ戦争の係争地帯になったバンダ・オリエンタルに、1825年、ラ・プラタ連合州に亡命していた、かつてアルティーガスの副官だったフアン・アントニオ・ラバジェハ将軍が33人の東方人を率いて上陸し、ブラジルからの独立とラ・プラタ連合州への再編入を求めて再び独立戦争を開始する。この500日戦争ではラ・プラタ連合州は連邦派（en）、統一派（en）などの立場の違いを乗り越えてこれを支援し、ラバジェハ将軍は多くの人々の支持を集め、戦況はラ・プラタ連合州有利に進んだ。
しかし、戦争中に国内政策を誤ったベルナルディーノ・リバダビア大統領が失脚すると、以降大統領職は空位となり、連邦派のブエノスアイレス州知事マヌエル・ドレーゴがその後の戦争指導に当たった。しかし、指導力の低下は隠し難く、アルゼンチンは有利な戦況を講和に生かすことが出来なかった。この結果1828年8月27日、アルゼンチンの勢力が伸張することを望まないイギリスの仲介により、ブラジルとアルゼンチンの間でモンテビデオ条約が結ばれ、バンダ・オリエンタルは「ウルグアイ東方共和国」として独立を果たした。長年にわたる戦争の惨禍により、独立時にはわずか74,000人の人口しか残っていなかった。また、この独立直後の1831年に初代大統領のフルクトゥオソ・リベラの甥が北部にわずかに生き残っていたチャルーア人を襲撃し、民族集団としてのチャルーアは絶滅した。
独立後は1839年にリベラ政権によるアルゼンチンへの宣戦布告により、大戦争がはじまった。アルゼンチンと結んだ元大統領のマヌエル・オリベがモンテビデオを包囲するも、最終的にフスト・ホセ・デ・ウルキーサの寝返りにより、大戦争は1852年にアルゼンチンでフアン・マヌエル・デ・ロサスが失脚することにより幕を閉じるが、このような争いに代表されるように、ブラジルとアルゼンチンとの対立の中で、両国の力関係次第でコロラド党（自由主義派、親ブラジル派）とブランコ党（保守派）が対立しあう政情不安が続いていた。
しかし、両党の内戦の結果の末に起きたパラグアイとの三国同盟戦争が終わると、緩衝国家の必要性を痛感したアルゼンチン、ブラジル両国の政策転換により、ウルグアイへの内政干渉が和らぎ、その後多くの移民がヨーロッパから渡来すると、有刺鉄線の普及による19世紀後半の畜産業の発展と、鉄道網の拡大により経済は繁栄した。政治的にはコロラド党・ブランコ党の二大政党制が定着したかに見えたが、安定には程遠く、しばしば両党が軍を率いての内戦になった。

### 南米のスイス

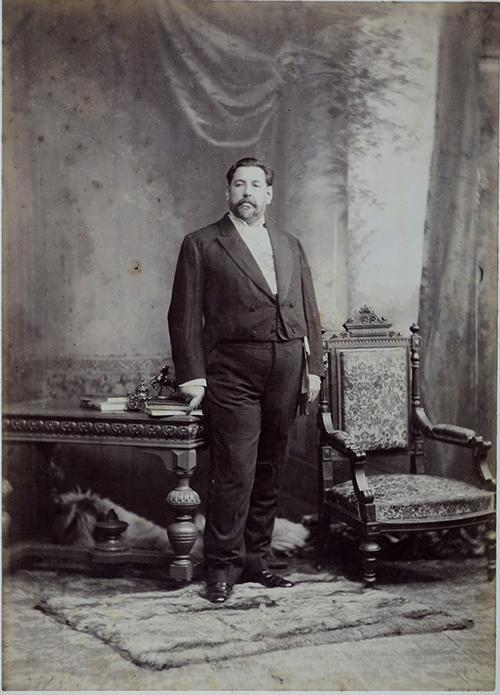
ホセ・バッジェ・イ・オルドーニェス。

20世紀に入り、最後となった内戦に勝利したコロラド党のホセ・バッジェ・イ・オルドーニェス大統領によってスイスをモデルにした社会経済改革が行われ、ウルグアイは南米で唯一の福祉国家となった。この後ウルグアイは南米でチリと並んで安定した民主主義国家として発展することになる。1929年にバッジェ大統領が死去するころにはウルグアイは南米で最も安定した民主主義国となっていたものの、バッジェの改革は経済構造にまでは手がつけられなかったため、後に大きな禍根を残すことになる。
バッジェは福祉国家を築き、ウルグアイは「南米のスイス」と呼ばれたが、バッジェの死後の1930年代に重工業化には失敗し、大土地所有制度にも手が付けられず、牧畜産業主体の経済構造を変えることができなかった。それでも第二次世界大戦、朝鮮戦争のころまで体制は安定していたが、1955年を境に輸出の激減と経済の衰退が進行した。

### 福祉国家の没落
1955年から主要産業であった畜産業の低迷により経済が停滞すると、次第に政情は不安定になり、1966年には大土地所有制の解体などを求めて南米最強と呼ばれた都市ゲリラ・トゥパマロスが跋扈した。このような情勢の中で、1951年に一度廃止された大統領制は対ゲリラ指導力強化のために1967年に再び導入された。トゥパマロスと治安組織の抗争が進む中、1971年の大統領選挙で左翼系の拡大戦線が敗北すると、トゥパマロスの攻撃はさらに激化したが、政府は内戦状態を宣言してトゥパマロスを鎮圧した。しかし、内戦を軍部に頼って終結させたことにより、軍部の発言力の強化が進むことにもなった。

### 軍事政権時代
トゥパマロスの攻勢が収まると功績があった軍部が政治介入を進めた。1973年のクーデターにより軍部は政治の実権を握り、「南米のスイス」とも称された民主主義国ウルグアイにもブラジル型の官僚主義的権威主義体制が導入された。1976年にはアパリシオ・メンデスが大統領に就任し、ミルトン・フリードマンの影響を受けた新自由主義的な政策の下で経済を回復させようとしたが、一方で労働人口の1/5が治安組織の要員という異常な警察国家体制による、左翼系、あるいは全く政治活動に関係のない市民への弾圧が進んだ。1981年に軍部は軍の政治介入を合法化する憲法改正を実行しようとしたが、この体制は国民投票により否決され、ウルグアイは再び民主化の道を歩むことになった。

### 民政移管以降
1985年の民政移管によりコロラド党のフリオ・マリア・サンギネッティが大統領になったが、経済は安定しなかった。1990年代にはメルコスールに加盟した。2005年に拡大戦線からタバレ・バスケスが勝利すると、ウルグアイ初の左派政権が誕生し、同国の二大政党制は終焉した。バスケス政権は経済の再生と、メルコスールとの関係強化などに取り組み、現在は再び民主主義国家として小国ながらも存在感を見せている。
2010年3月1日、バスケス政権の政策継続を掲げた、元極左ゲリラトゥパマロス指導者で元農牧・水産相のホセ・ムヒカが大統領に就任した。2015年3月1日、バスケスが、再び大統領に就任した。2020年から、中道右派・国民党のルイス・ラカジェ・ポーが大統領に就任した。

## 政治

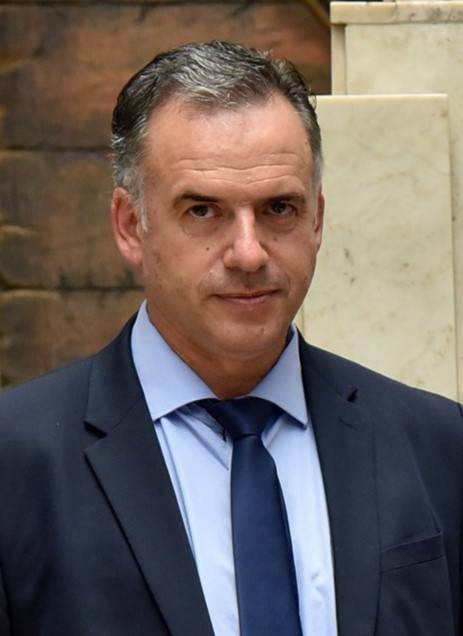
ヤマンドゥ・オルシ第43代大統領

立憲共和制であり、現在は大統領が国家元首となっている。また、過去に導入された執政委員会制度への反省から、1967年改正の憲法では、大統領に大きな権限を与えている。任期は5年であり、副大統領と組で選挙によって選出される。なお、大統領の再任は禁止となっている。
国会は二院制で、上院の定員は30名、下院は99名であり、任期は5年となっている。
米州機構、ラテンアメリカ統合連合、メルコスール、ラテンアメリカ・カリブ諸国共同体加盟国。ラテンアメリカ統合連合とメルコスールは首都モンテビデオに事務局がある。
トランスペアレンシー・インターナショナル（TI）による2018年度の腐敗認識指数ランキングでは23位と、ラテンアメリカでは最上位で、最も腐敗が少ない国とされている。また、EIUが発表している民主主義指数では、2024年時点で8.67と米州ではカナダ（8.69）に次ぎ2番目、ラテンアメリカでは最も数値が高く、「完全民主主義」の国と見なされている。
ブラジルとアルゼンチンという対立する二大国に挟まれた地政学上の関係から、伝統的に民主的な政治体制を維持しており、政治的混乱の少なくないラテンアメリカの中で、ヨーロッパを参考とした高い教育水準と高度な福祉を維持し、その安定ぶりから「南米のスイス」とも呼ばれた。第二次世界大戦後は、そのスイスの連邦参事会制度を参考にバッジェが構想した、大統領制に代わる複数行政制度が1952年の憲法で施行され、9人の執政官からなる執政評議会制度が完成し、ウルグアイ人は自国を「民主主義の実験室」と呼んだ。しかし、1960年代より頻発した左翼ゲリラ「トゥパマロス」によるテロに対処することができず、1967年の憲法改正で大統領制が復活した。1973年、戒厳令を敷いた軍によってトゥパマロスが鎮圧されると、その功績によって発言力を拡大した軍部は政治に介入し、事実上の軍政が敷かれた。これにより、ウルグアイにもブラジル型の官僚主義的・権威主義的な軍事政権が誕生すると、諸外国には同時期のチリ・クーデターと同様の驚きをもって迎えられた。しかし、ウルグアイ人の民主主義への意識は高く、1981年に軍政の合法化を意図して行われた国民投票は否決され、1985年に民政が復活した。
2004年ウルグアイ大統領選挙では、社会党、共産党を含む20以上の左翼・中道勢力を結集した拡大戦線（進歩会議・拡大戦線・新多数派）のタバレ・バスケス候補が、与党である国民党（ブランコ党）のホルヘ・ララニャガ候補を抑え当選した。これにより、1852年以来のコロラド党、国民党という親米保守の二大政党による独占支配に終止符が打たれた。
2009年10月末に実施された大統領選挙は、上位2人による決戦選挙にもつれ込んだ。その結果、11月29日に拡大戦線のホセ・ムヒカ上院議員が保守野党・国民党のラカジェ元大統領を破って当選した。ムヒカは、バスケス前政権の政策を継承すると強調し、税金の累進制の強化や奨学金の充実など国民生活支援を続けると公約した。ダニロ・アストリが副大統領に就任し、大統領就任式には中南米の7人の首脳のほか、米国のヒラリー・クリントン国務長官が参列している。ムヒカ大統領は就任直後から精力的な外交活動を展開、11日にはチリのセバスティアン・ピニェラ新大統領の就任式に出席、12日から14日までボリビアのエボ・モラレス大統領と資源問題を含む両国の関係強化に向けて会談した。

## 軍事
志願制で、陸海空の3軍を併せて約23,500人の兵員から構成され、2007年時点でおよそ2,500人程の兵員がコンゴ民主共和国及びハイチを中心に合わせて12のPKOに従事している。1960年代以前はラ・プラタ川の洪水時に出動する程度の任務しかなかった軍の政治力は余り強くなかったが、70年代にトゥパマロスと交戦、これを鎮圧したことを期に政治介入が進み軍政となったが、80年代の民政移管以降はその政治的影響力は低下しているとされる。
- ウルグアイ陸軍
- ウルグアイ海軍
- ウルグアイ空軍

## 地方行政区画

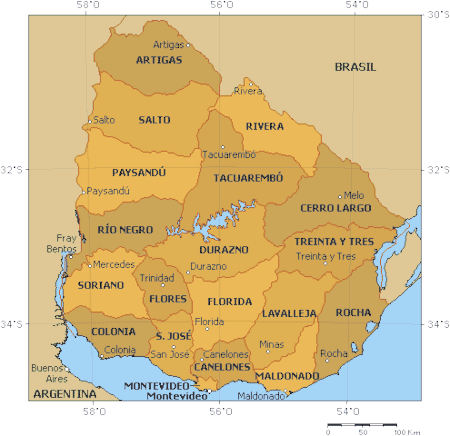
ウルグアイの行政地図。

ウルグアイは19県で構成される（スペイン語でdepartamentos、単数形の場合departamento）。
| 県                       | 面積（km2） | 人口 （2011年） | 県都                         |
| ------------------------ | ----------- | --------------- | ---------------------------- |
| アルティガス県           | 11,928      | 73,378          | アルティガス                 |
| カネローネス県           | 4,536       | 520,187         | カネローネス                 |
| セロ・ラルゴ県           | 13,648      | 84,698          | メロ                         |
| コロニア県               | 6,106       | 123,203         | コロニア・デル・サクラメント |
| ドゥラスノ県             | 11,643      | 57,088          | ドゥラスノ                   |
| フローレス県             | 5,144       | 25,050          | トリニダ                     |
| フロリダ県               | 10,417      | 67,048          | フロリダ                     |
| ラバジェハ県             | 10,016      | 58,815          | ミナス                       |
| マルドナド県             | 4,793       | 164,300         | マルドナド                   |
| モンテビデオ県           | 530         | 1,319,108       | モンテビデオ                 |
| パイサンドゥー県         | 13,922      | 113,124         | パイサンドゥー               |
| リオ・ネグロ県           | 9,282       | 54,765          | フライ・ベントス             |
| リベラ県                 | 9,370       | 103,493         | リベラ                       |
| ロチャ県                 | 10,551      | 68,088          | ロチャ                       |
| サルト県                 | 14,163      | 124,878         | サルト                       |
| サン・ホセ県             | 4,992       | 108,309         | サン・ホセ・デ・マジョ       |
| ソリアノ県               | 9,008       | 82,595          | メルセデス                   |
| タクアレンボー県         | 15,438      | 90,053          | タクアレンボー               |
| トレインタ・イ・トレス県 | 9,676       | 48,134          | トレインタ・イ・トレス       |

### 主要都市
国内第二都市のサルトでも人口は約10万人程度であり、極端なモンテビデオ一極集中である。
- モンテビデオ（135万人）
- サルト（11万人）
- シウダ・デ・ラ・コスタ（10万人）
- パイサンドゥー（8万人）
- ラス・ピエドラス（7万人）
- コロニア・デル・サクラメント（2万人）
- プンタ・デル・エステ（9000人）

## 地理

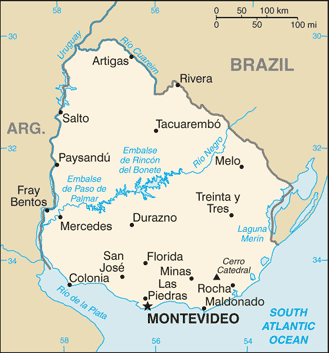
ウルグアイの地図。

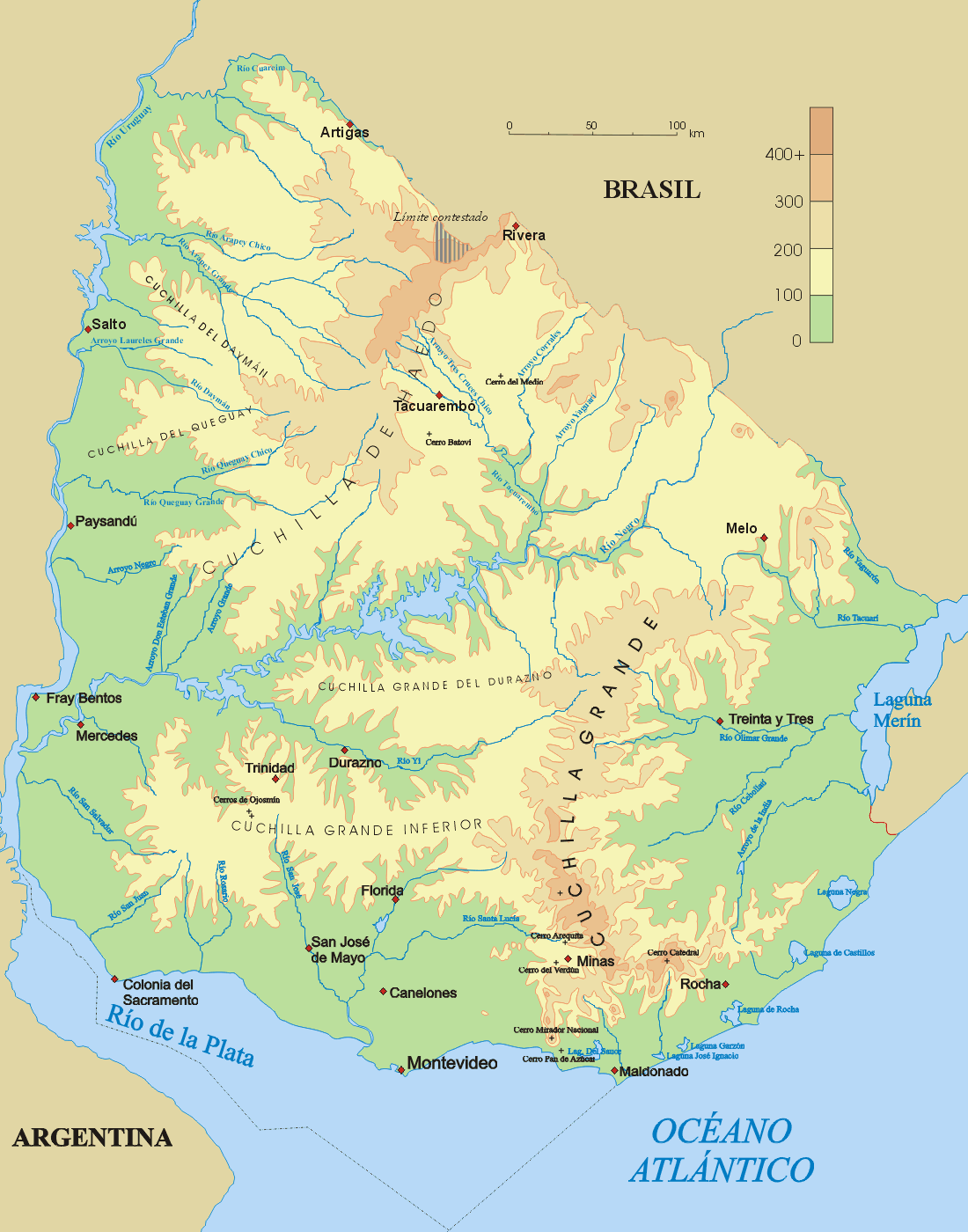
地形図

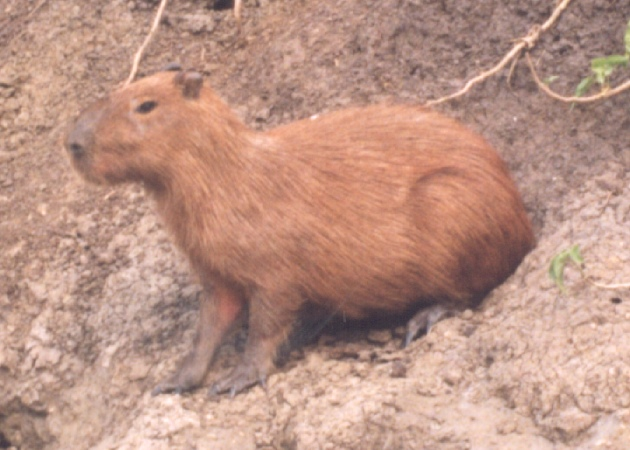
カピバラの毛皮は高級品である。

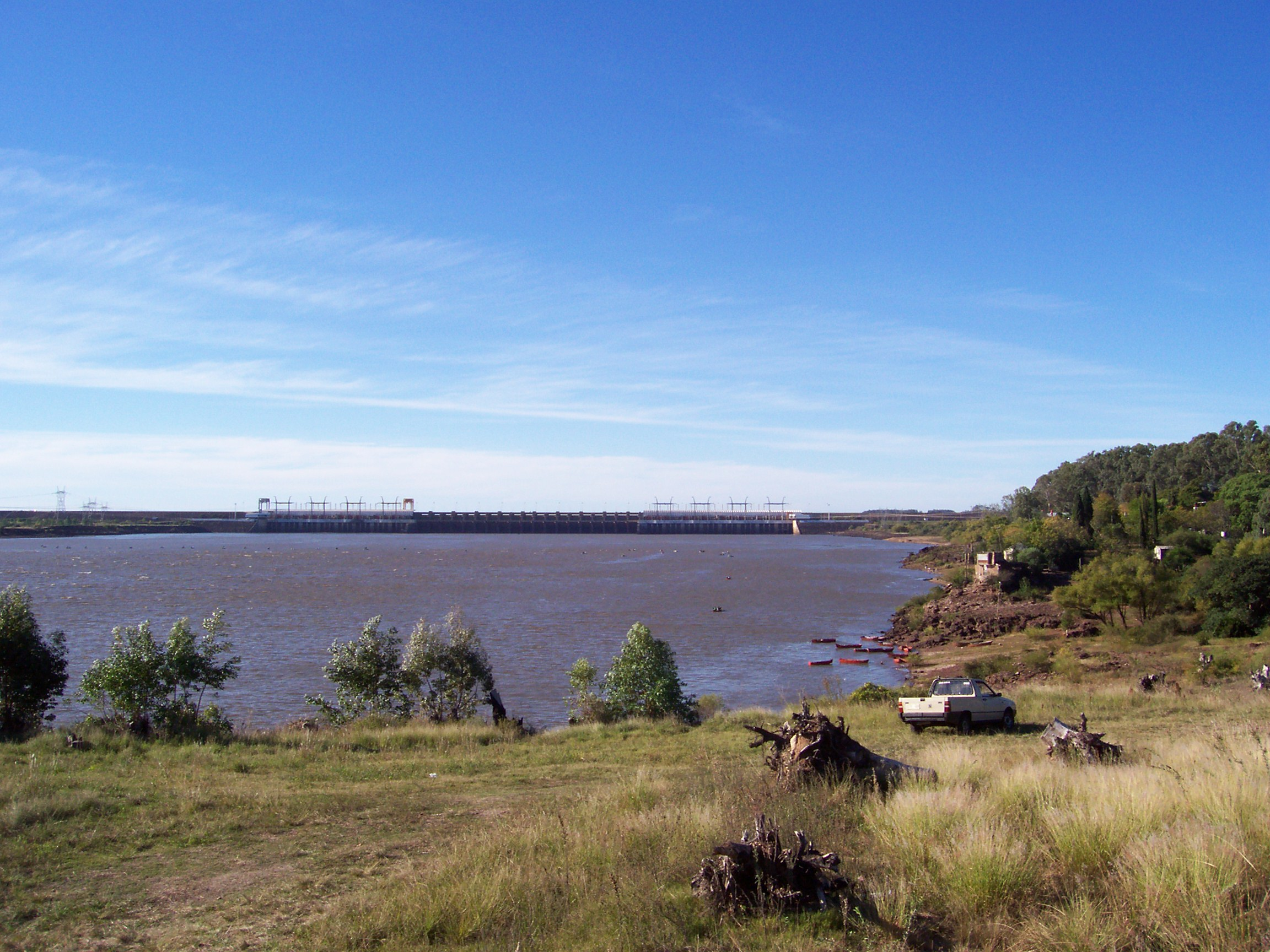
サルト・グランデのダム。

ウルグアイは南アメリカ大陸で2番目に面積が小さな国であり、パンパの国ゆえに国土のおよそ88%を可耕地が占め、ほとんどの土地は平らな荒れ地と、緩やかな丘の風景が広がっている。また、海岸近くには肥沃な耕作地帯が広がる。国土はネグロ川を境に南北に分けられ、北部のブラジル国境付近ではそのままブラジル高原に続くために標高が多少高くなっている。森林は約90万haしかなく国土の5%に過ぎない。そのため天然林は伐採禁止である。
国土の多くは草原となっており馬や牛や羊が飼育されている。野生動物にはカピバラやダチョウに良く似たニャンドゥなどがいる。

### 河川と湖
- ウルグアイ川
- ラ・プラタ川
- ネグロ川
- メリン湖

### 山
ウルグアイには高山はなく、国内で最も高い山は標高 513.66 m (1,685.2 ft) のカテドラル山である。

### 国境
ブラジル、アルゼンチンと国境を接し、北西部のアルゼンチンとの国境地帯のサルト県には温泉があり、アルゼンチンから湯治客がやってくる。ブラジルとの国境のロチャ県には大湿原が広がる。ブラジル国境付近のリベラ（ブラジル側のサンタナ・ド・リブラメントとの双子都市）の人々にはポルトゥニョール・リヴェレンセ （Portuñol）と呼ばれる、スペイン語とポルトガル語が混ざった言葉を話す人々がいる。

### 気候
ケッペンの気候区分では温暖湿潤気候に属する。季節風を遮る高山がないので冬は南極からの冷風の影響を、夏はブラジルからの熱風の影響を強く受ける。モンテビデオでは一年を通じて穏やかな気候が続く。
6月が最も寒く、1月が最も暑い。一年を通して毎月大体同じ量の雨が降るが、特に秋には多くなる。また、夏はしばしば雷雨が吹き荒れる。冬に雪が降ることはまれである。
平均気温：春：17℃、夏：23℃、秋：18℃、冬：12℃

### 飛び地と飛び領土
1984年からウルグアイは南極のキング・ジョージ島にヘネラル・アルティーガス観測所を設けている。

## 経済

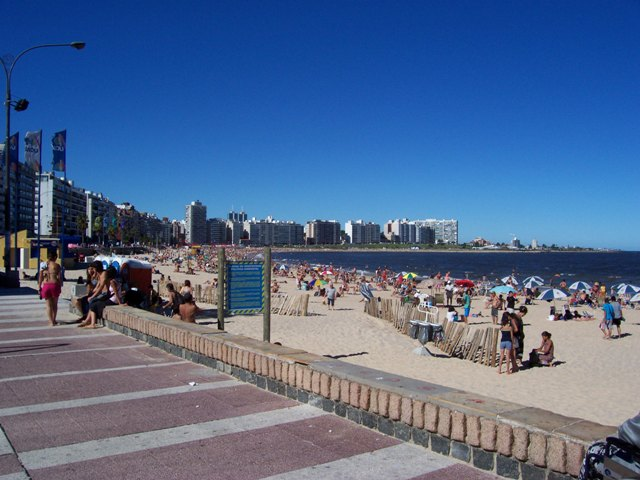
ウルグアイの首都モンテビデオ。

IMFの推計によると、2013年のウルグアイのGDPは約557億ドルである。一方、一人当たりのGDPでは16,421ドルとなり、これは世界平均の1.5倍を超え、南米では最も高い水準である。メルコスール、南米共同体の加盟国であり、モンテビデオにはメルコスールの事務局がある。2021年にはBRICSが運営する新開発銀行に加盟した。
ウルグアイの経済は国内市場が小さく、アルゼンチン、ブラジルとの貿易によって国の収支が大きく左右されるため、この二国の経済情勢の影響を大きく受ける。また、現在は南米で最も物価が高いと言われている。歴史的には19世紀から需要の高かった羊毛や牛肉の輸出により世界でも富裕な国となったが、1930年代から始まった重工業化は国内市場の小ささや化石資源の不足などの問題からあまり成功せず、朝鮮戦争が終わるころから代替技術の発展により世界市場でもウルグアイの農牧産品の需要が減り、畜産品モノカルチャー経済だったウルグアイはバッジェの福祉国家体制の支出を維持できずに破綻した。

### 農牧業

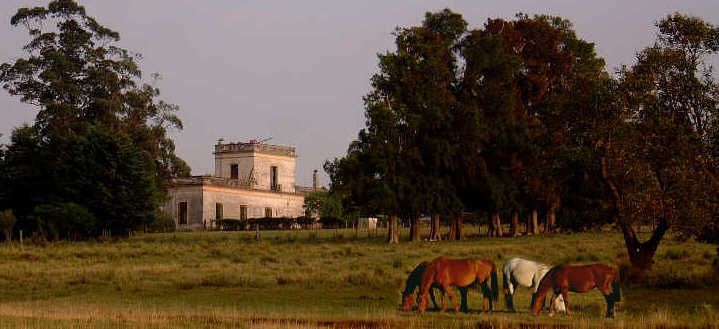
歴史的にエスタンシアの中心地だったサン・エウヘニオのエスタンシア。エスタンシアはウルグアイの原風景である。フロリダ県南部。

農牧業は国の主産業であり、独立後長い間牛馬や羊の産品のモノカルチャー経済が続き、今も経済は農牧業に頼るところは大きい。今日においてはGDPの約10%ほどを占め、未だに主要な外貨の稼ぎ頭となっている。また、それだけには留まらず農牧業は20世紀の半ばまで、エスタンシア文化をはじめとするウルグアイの歴史的なアイデンティティにも繋がっていた。
ウルグアイの農牧業は他国に比べ、農業従事者に対する保護（手当て、農業機械などの援助）が弱く、それゆえヘクタール当たりの収益が少ないが、その分生産された農牧産品は「有機（オーガニック）食」「自然食」といった市場に適している。
牛肉はウルグアイの輸出総額の6分の1を占める主要輸出品である。
日本はウルグアイから、食肉の安全を守る技術を学ぶ研修員を1978年から受け入れており、東日本大震災の際にウルグアイ政府は、「日本の皆様が元気になりますように」との日本語のメッセージが書かれた特別包装のコンビーフ缶4600個を被災者に送っており、ウルグアイ食肉協会は「研修事業を通じて日本への愛着が培われた」と話している。
ウルグアイ産の牛肉は2000年に口蹄疫の発生から長らく日本に輸出されていなかったが、2019年に日本への輸出が解禁された。
東部のブラジルとの国境付近の県では米が栽培されている。北部は亜熱帯に近くなり、アルティーガス県では砂糖黍栽培が盛ん。
近年では産業としてエスタンシア観光が成長しつつあり、ウルグアイの伝統的なエスタンシアを見学しながら、ガウチョのフォルクローレなどを楽しむことが出来るようになった。

### 鉱業
瑠璃、アメジスト、石灰岩などを産出するが、国土が平原と丘陵で高山がないため、鉱業自体があまり盛んとはいえない。

### 林業
前述のように森林資源に乏しい国である。天然林は伐採禁止でありユーカリや松類を主体として人工林が利用される。用途は薪炭用・建築用・パルプ用など多岐にわたっている。消費の場として国内市場は規模が小さいため主に輸出されているが、国内に加工技術や品質管理基準がないために、輸出先の一方的な条件で取引されがちな状況である。近年ユーカリによる林業の成長が期待され、そのためのサムライ債が発行された。

## 国民
| ウルグアイの人種構成（2011年時点） | ウルグアイの人種構成（2011年時点） | ウルグアイの人種構成（2011年時点） | ウルグアイの人種構成（2011年時点） | ウルグアイの人種構成（2011年時点） |
| ---------------------------------- | ---------------------------------- | ---------------------------------- | ---------------------------------- | ---------------------------------- |
|                                    |                                    |                                    |                                    |                                    |
| 白人                               | 白人                               |                                    | 87.7%                              | 87.7%                              |
| 黒人                               | 黒人                               |                                    | 4.6%                               | 4.6%                               |
| インディヘナ                       | インディヘナ                       |                                    | 2.4%                               | 2.4%                               |
| アジア系                           | アジア系                           |                                    | 0.2%                               | 0.2%                               |
| その他                             | その他                             |                                    | 5.1%                               | 5.1%                               |

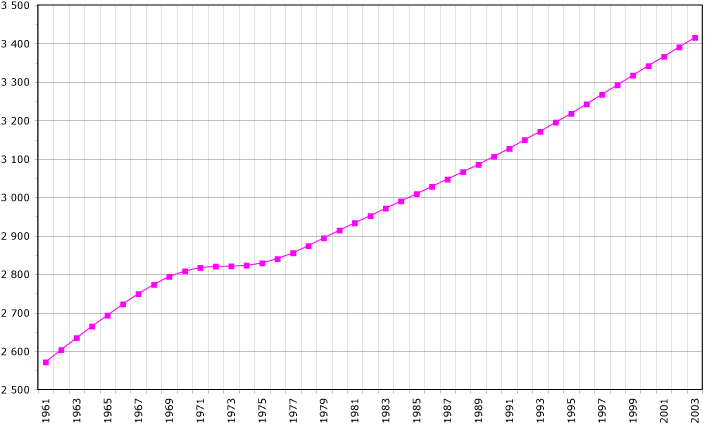
1961年から2003年までのウルグアイの人口動態グラフ。

総人口のうちヨーロッパ系白人が87.7％、黒人が4.6%、インディヘナおよびメスティーソが2.4%を占める。極僅かながら日系人などのアジア系も存在する。
かつてバンダ・オリエンタルと呼ばれたこの地の住人は、自らを「オリエンターレス（東方人）」と呼び、独自のアイデンティティを持っていた。19世紀まではスペイン植民地の中でもコスタリカと並んで特に辺境の地であったが、18世紀後半からの都市の発展により、黒人奴隷がポルトガルの奴隷商人によってアンゴラやコンゴ付近や赤道ギニアから移入された。先住民のグアラニー人は18世紀にパラグアイに撤退したが、地名にその影響を残している。一方独立戦争への参加により、1,000人ほどにまで数を減らしていたチャルーア人は、1831年のリベラ大統領の掃討作戦により虐殺され、絶滅した。この事件はウルグアイ人の心に大きなトラウマとなって残り、そのことを悔いてか、新聞のアンケート調査によれば、今でも約半数のウルグアイ人は自分に先住民の血が流れていると答え、毎年の事件の日が近くなると、モンテビデオ市内の「最後のチャルーア」の銅像に市民からの献花がなされる。2002年には、最後のチャルーア人の遺骨が169年ぶりに返還された。

### 人口
ウルグアイの人口は、1828年の独立時には長年の戦争により74,000人程であり、パンパ開発のために他のラテンアメリカ諸国と同じように、ヨーロッパから大規模に移民を呼ぶようになった。こうしてスペイン人、特にガリシア出身者を中心とした移民がやってきた。他に多かった移民はイタリア人であり、総数で見ればスペイン人よりも多く、フランス人と共にモンテビデオに定住した。定住せず帰国したものもいる。また、独立直後の時期にイングランド人やスコットランド人が農村部に入り込み、近代的地主となった。
その後ウルグアイの人口は、1963年のセンサスでは2,592,583人、1976年推計では3,101,000人、1983年年央推計では約297万人となった。出生率はアルゼンチンより低く、ラテンアメリカでは最も低い部類に入る。

### 移民
19世紀から20世紀にかけてウルグアイに移入した多様な移民の出身国を列挙すると、圧倒的に多いのはスペインとイタリアで、次いでフランス、ドイツ、ポルトガル、イギリス、スイス、ロシア、ポーランド、ブルガリア、ハンガリー、ウクライナ、リトアニア、エストニア、ラトビア、オランダ、ベルギー、クロアチア、ギリシア、スカンディナヴィア、アイルランド、そしてアルメニアとなる。
移民受け入れ国だったウルグアイも、軍政期の1963年から1985年にかけて、推定約33万人、国民の約10%が国外脱出した。ただし、こうして去っていった人々の中には民政に移管した1980年代以降に帰国した者もいた。
2014年12月7日、グアンタナモ湾収容キャンプの収容者を受け入れる方針を示していたウルグアイ政府は、アメリカ軍機に輸送され、グアンタナモ湾収容キャンプの収容者が到着したことを受けて、「ウルグアイは世界中から移民を受け入れて成り立ってきた国であり、また平和のための国際的手段の世界の前衛として、歴史的に多くの難民などを受け入れてきた。グアンタナモ収容者の受け入れは、このようなウルグアイの歴史の延長線上にあり、人道的な理由によるものである。ウルグアイ政府は難民申請に応じ、彼らに対し、国際的人権保護の基準を厳密に維持するものである。また、兄弟国キューバへの封鎖の解除、プエルトリコ独立の闘志で政治的囚人のオスカル・ロペス・リベラ及びキューバ人囚人アントニオ・ゲレロ、ラモン・ラバニーニョ、ヘラルド・エルナンデスの釈放を改めて要求する」という見解を表明した。
近年はシリア内戦に伴うシリアからの難民を受け入れている。

### 言語
憲法上の明記はないものの、スペイン語（正確には一方言のリオプラテンセ・スペイン語）が事実上の公用語となっている。ブラジル国境付近のリベラ市にはウルグアイポルトガル語（フロンテイリソ方言）を話す人々がおり、同じくリベラ県にはアラビア語を話すアラブ人のコミュニティが存在する。

### 宗教
ウルグアイでは1918年憲法によって国家とカトリック教会が法的に分離した。国民の62%はカトリックを信仰し、少数派として4%がプロテスタント、3%がユダヤ教であり、残りの31%が無宗教である。19世紀半ばにやってきたヨーロッパ系移民に無政府主義者が多かったことから、無信教の国民が多く、またカトリック教会の影響力もラテンアメリカの中では特に薄いとされる。

### 教育
2003年の推計では、15歳以上の国民の識字率は1996年の調査で98%であり、これはラテンアメリカではアルゼンチン、キューバ、チリと並んで最高水準である。主な高等教育機関としては、共和国大学（1849年）、教員養成所であるアルティガス師範学校などが挙げられる。
ウルグアイの公立学校には、しばしば国の名前がついているものがあり、「日本」学校は4つある。
ウルグアイ唯一の総合国立大学である共和国大学では、日本からシニアボランティアが講師として派遣されており、アジア言語で唯一、日本語講座が正規の授業として開講されており、ウルグアイは日本への関心が高い国である。

### 結婚
2013年より、同性婚が法的に可能となった。

### 社会問題
国連の調査によると、ウルグアイのジニ係数は0.448となる。これは周辺国に比べれば低い。2002年の調査では、同じ仕事についている男性と女性では、女性の賃金は男性の71.8%になる。また、黒人の平均収入は白人の平均収入の約65%である。

### 治安
かつては中南米諸国の中で安全な国と言われてきたが、2012年8月に内務省が発表した同年7月までの犯罪統計は、前年同期に比べて殺人が56.7%増、強盗が5.3%増と、凶悪犯罪が急増している。特に人口の集中しているモンテビデオ県、カネローネス県、マルドナド県において犯罪が多発している。また、少年犯罪への処分が軽く、青少年向けの収容施設も十分に機能していないため、出所後の再犯率が高くなっている。
銃器の所持について規制はあるものの、比較的容易に入手する事ができる。また、不法な流通により、国民の3人に1人は銃器を所持していると推定されており、これを利用した凶悪犯罪も多発している。2013年、世界では初のマリファナなどの大麻を合法化した。密売価格を下落させるのが狙いという。

## 文化

### 食文化

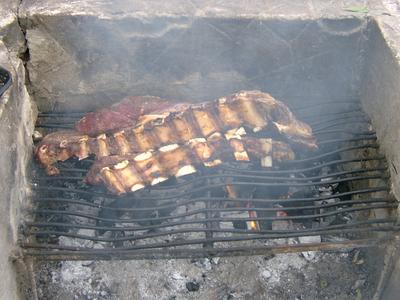
アサード。

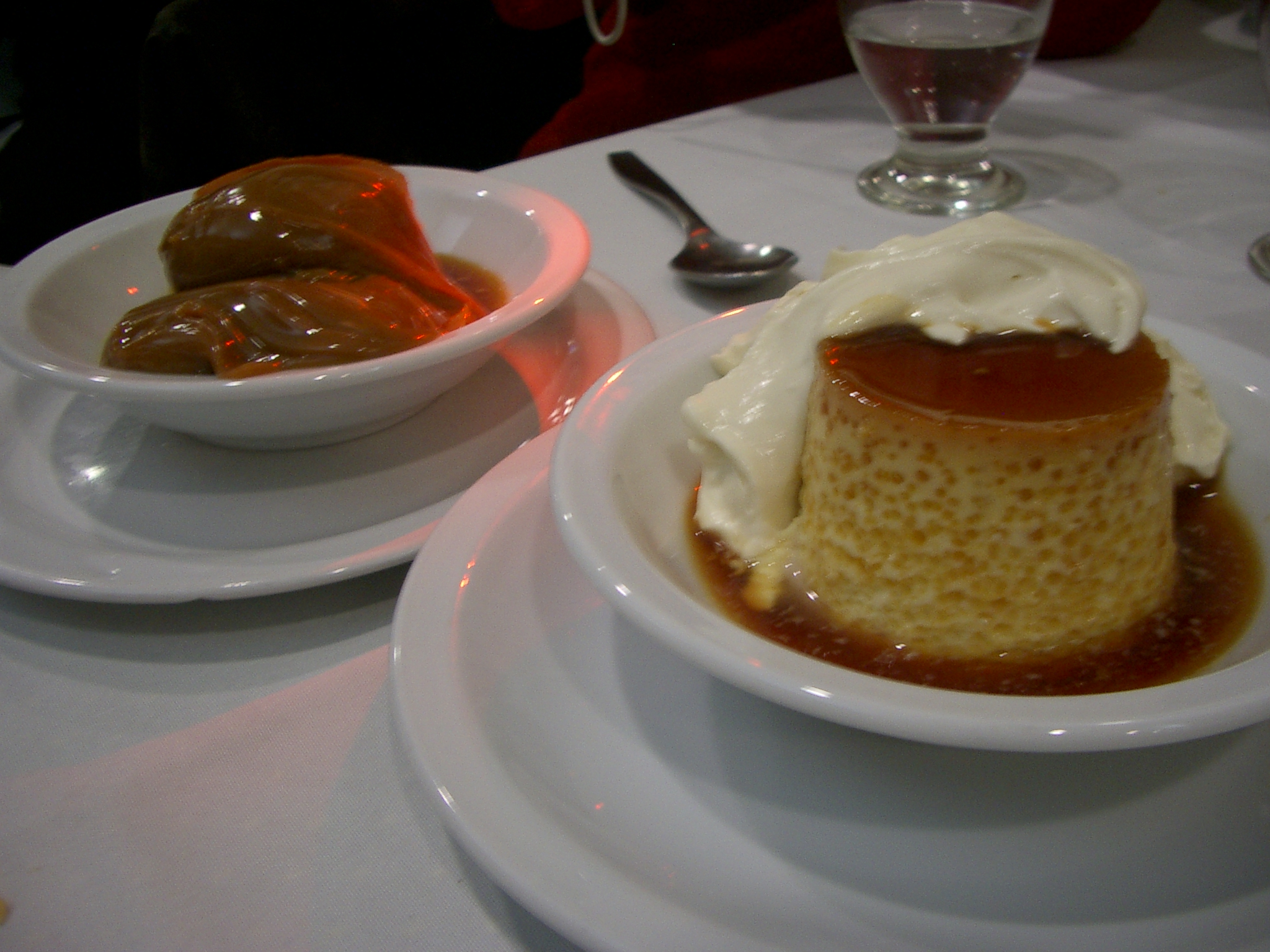
ドゥルセ・デ・レチェ（左側奥）。

隣国アルゼンチンと同じく大畜産国である歴史を反映して、ウルグアイではアサードやチュラスコ、チョリソなど肉を多く食べる。特に牛肉が好まれる。文化的な理由で馬肉は忌避されるが、輸出は行っている。
イタリア移民が多いためスパゲッティなどのパスタ類も広く食べられている。その他の料理にはエンパナーダ、ドゥルセ・デ・レチェなどがある。
ラ・プラタ諸国の中でも特にマテ茶を好む国であり、アルゼンチン人とウルグアイ人を見分ける時は、マテ壺を24時間手放さないのがウルグアイ人であるといわれている。ウルグアイ人はマテ茶をアマルゴ（砂糖なし）にして飲むことを好む。

### 文学
1819年にアルティーガスに仕えた連邦同盟の軍人だったバルトロメ・イダルゴがガウチョ文学を開始した。それまで浮浪者同様に見られていたガウチョを解放戦争の真の主体として描き、ウルグアイ、アルゼンチンのアイデンティティと結びつけた最初の人間である。
また、ウルグアイは19世紀末から20世紀初頭のモデルニスモ文学の中心地の一つであり、ラテン・アメリカ最大の詩人と呼ばれるニカラグアのルベン・ダリオに次ぐ唯一の詩人ホセ・エンリケ・ロドーの出身地である。代表作はアメリカ合衆国のラテン・アメリカに対する覇権主義を最初に警告した『アリエル』（1900）など。ホセ・マルティと同様にアメリカ合衆国との対比でラテンアメリカの精神文明を称揚したころのウルグアイは、ラテンアメリカ・ナショナリズムの中心地の一つであった。
20世紀以降の作家には、ノーベル文学賞に数回ノミネートされた女流詩人のフアナ・デ・イバルボウロウや、セルバンテス賞作家のフアン・カルロス・オネッティ、『収奪された大地 ラテンアメリカ五百年』（1971）で知られるジャーナリストのエドゥアルド・ガレアーノ、他にもマリオ・ベネデッティやフェリスベルト・エルナンデス、クリスティーナ・ペリ・ロッシらが挙げられる。

### 音楽

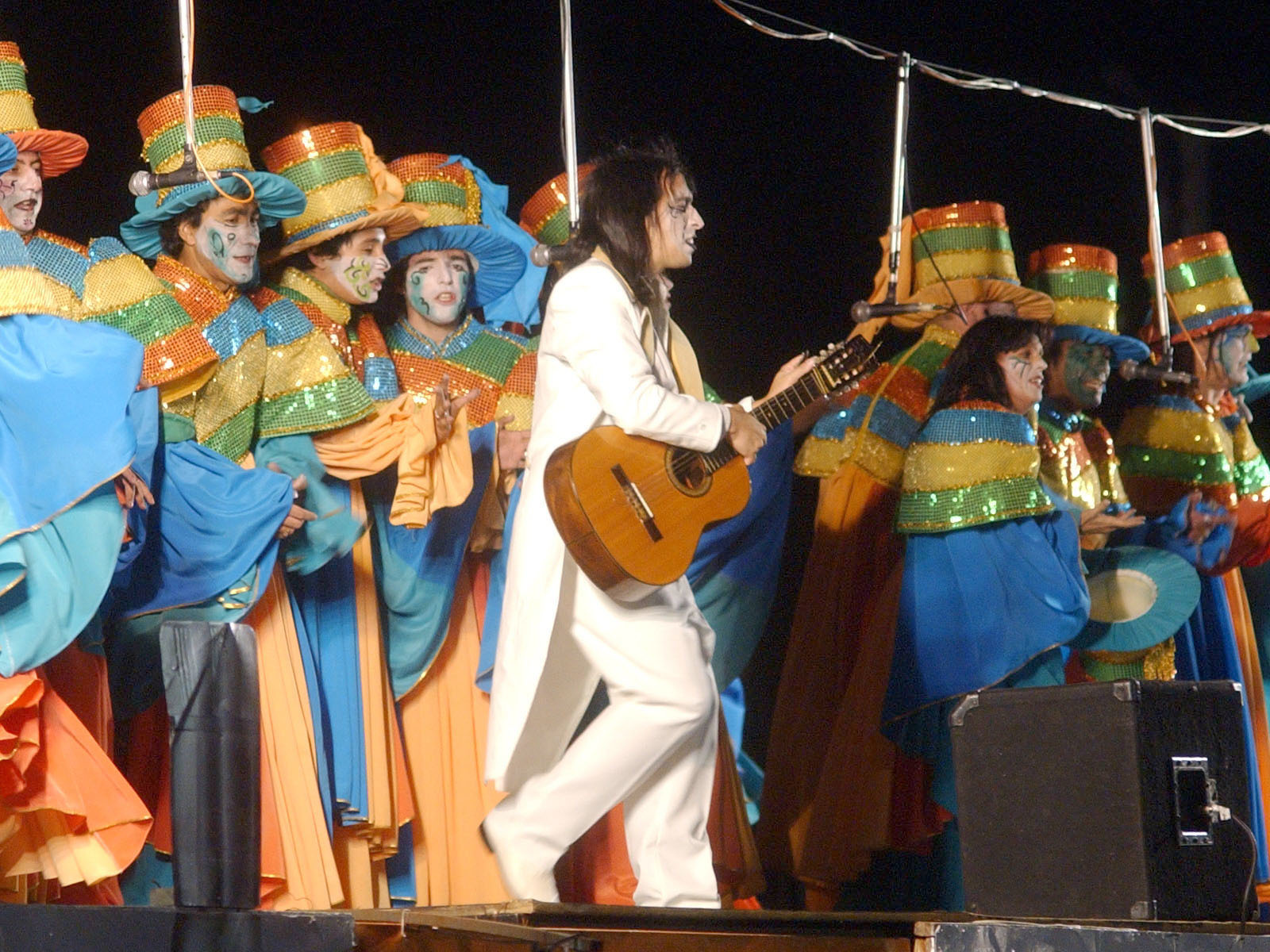
ウルグアイのムルガのグループ。

タンゴ（ウルグアイ・タンゴ）やミロンガ、ブラジルのバツカーダに似た黒人音楽カンドンベや、ムルガといった音楽の本場であり、チャマメやパジャドールなど幾つかのフォルクローレはアルゼンチンと共通している。フォルクローレにおいて、特に有名な人物としてはアルフレド・シタロッサの名が挙げられる。タンゴにおいては、古典となっている「ラ・クンパルシータ」（1917）を作曲したのはウルグアイ出身のヘラルド・マトス・ロドリゲスである。
多くのミュージシャンは市場規模の違いからブエノスアイレスやスペインに渡って活動する傾向があるため、古くはフランシスコ・カナロ、フリオ・ソーサ、ドナート・ラシアッティ、ルベン・ラダ、エドゥアルド・マテオから、ハイメ・ロース、スペイン語で初めてアカデミー賞を取った、ホルヘ・ドレクスレルに至るまで、アルゼンチンやスペインの音楽界で活躍するのが実はウルグアイ人だったという事例には事欠かない。また、ロックが盛んでウルグアイのロックはブエノスアイレスの音楽シーンで人気を博したことを皮切りに、1960年代半ばまでの南米市場を席巻した。この現象はアメリカではウルグアヤン・インベイジョンとも呼ばれる。

### 美術

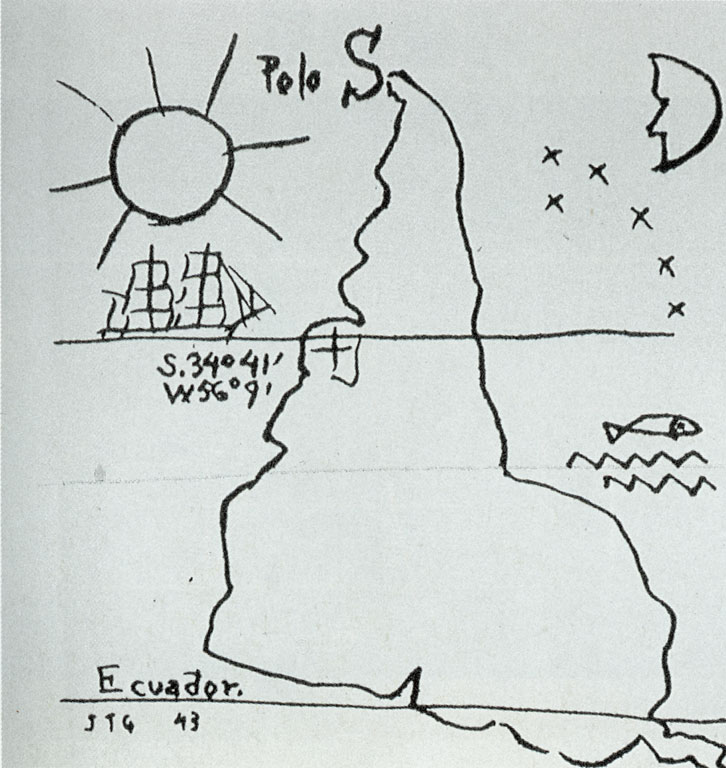
América invertida（ひっくり返ったアメリカ） （1943年） ホアキン・トーレス・ガルシア画。

ウルグアイ出身の画家としては、歴史画のフアン・マヌエル・ブラネスやギジェルモ・ラボルデ、ペトローナ・ビエラなどの名が挙げられる。1930年代の抽象絵画のホアキン・トーレス・ガルシアは特に有名である。

### 映画
ウルグアイにおいて映画製作は盛んではないが、「ウイスキー」（2004）のフアン・パブロ・レベージャとパブロ・ストールは著名な映像作家として挙げられる。

### 世界遺産
ウルグアイ国内には、ユネスコの世界遺産リストに登録された文化遺産が2件存在する。

### 祝祭日
| 日付     | 日本語表記                   | 現地語表記                       | 備考 |
| -------- | ---------------------------- | -------------------------------- | ---- |
| 1月1日   | 元日                         | Año nuevo                        |      |
| 1月6日   | 公現祭                       | Día de los niños                 |      |
| 可変     | カルナバル                   | Carnaval                         |      |
| 可変     | 聖週間                       | Semana de turismo                |      |
| 4月19日  | 33人の東方人上陸の日         | Desembarco de los 33 Orientales  |      |
| 5月1日   | メーデー                     | Día de los trabajadores          |      |
| 5月18日  | ラス・ピエドラスの戦いの日   | Batalla de Las Piedras           |      |
| 6月19日  | ホセ・アルティーガス生誕の日 | Natalicio de José Artigas        |      |
| 7月18日  | 憲法宣誓の日                 | Jura de la Constitución          |      |
| 8月25日  | 独立宣言の日                 | Declaratoria de la Independencia |      |
| 10月12日 | 民族の日                     | Día de las Américas              |      |
| 11月2日  | 死者の日                     | Día de los difuntos              |      |
| 12月25日 | クリスマス                   | Día de la familia                |      |

### スポーツ
サッカー

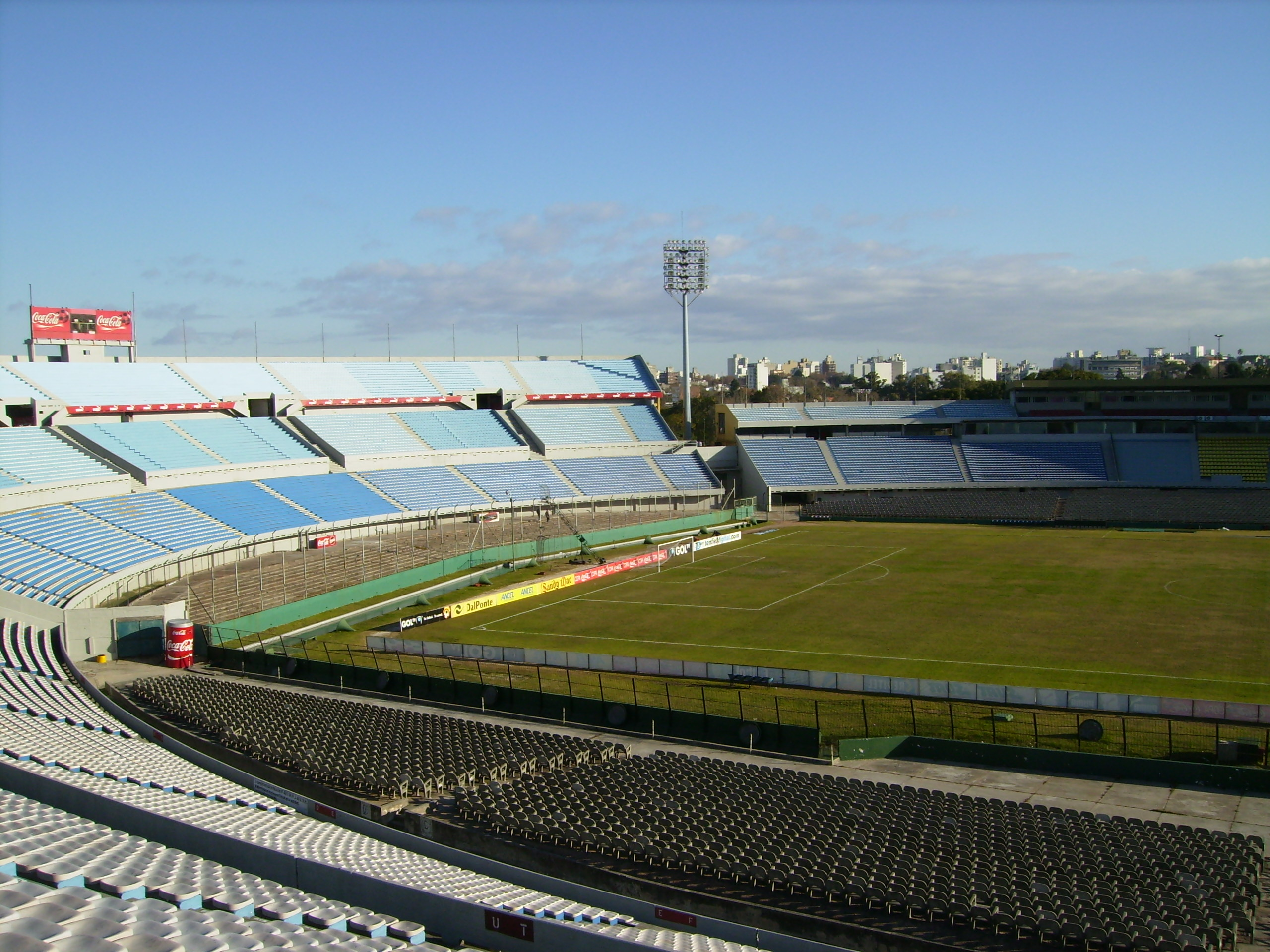
第1回ワールドカップが開かれたエスタディオ・センテナリオ。

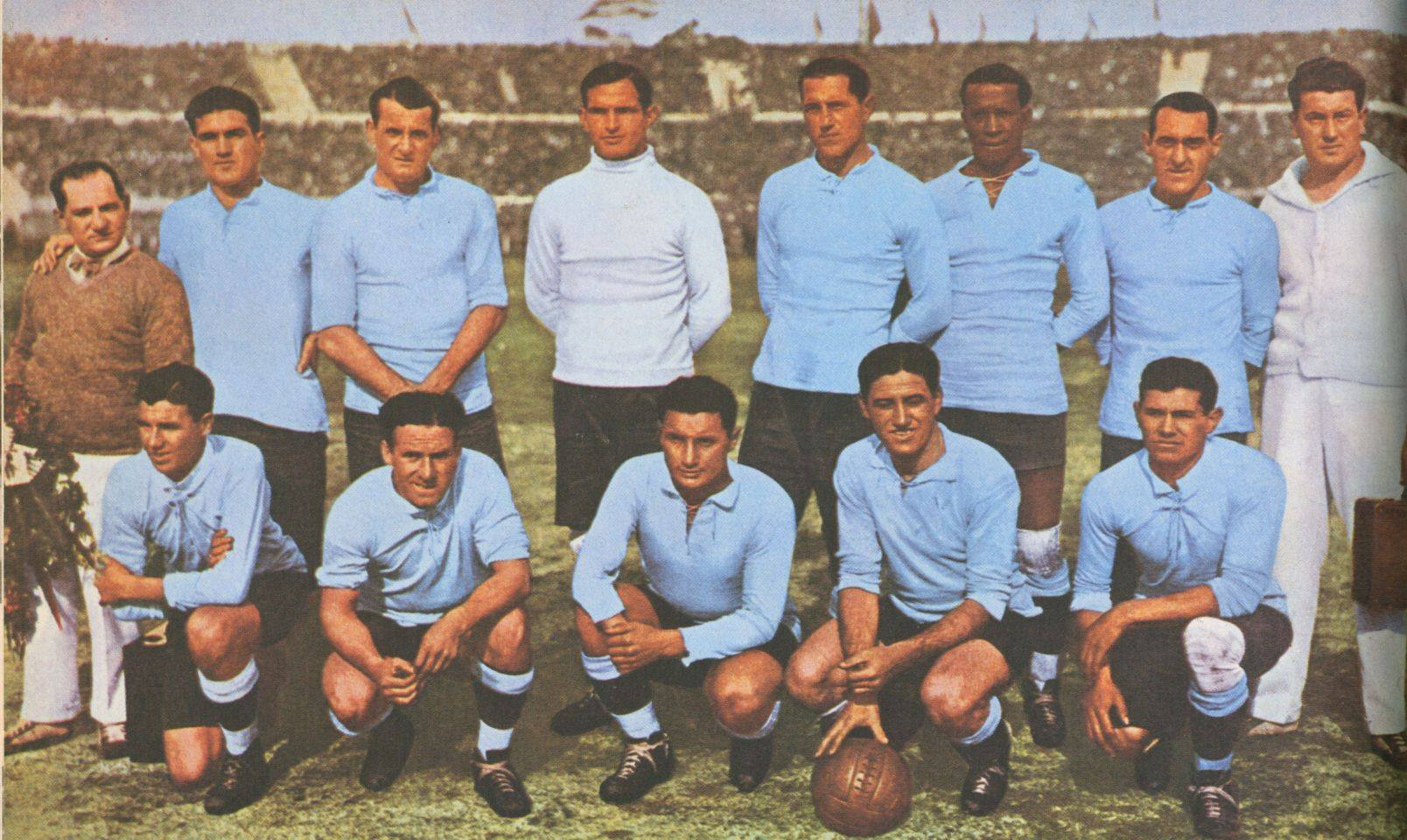
ウルグアイ代表チーム (1930年撮影)

ウルグアイサッカー協会（AUF）によって構成されるサッカーウルグアイ代表は、1930年に行われたFIFAワールドカップの第1回大会で優勝し、ブラジルで開催された1950年の第4回大会でも、リオデジャネイロのマラカナン・スタジアムで行われた決勝戦にて、アウェーの満員のスタジアムでブラジル代表を逆転で破り、2度目の優勝に輝いている。なお、この試合はブラジル側から見た「マラカナンの悲劇」である。さらにオリンピックでも、1924年のパリ五輪と1928年のアムステルダム五輪で大会連覇を達成している。
しかし、FIFAワールドカップの1970年大会でベスト4入りして以降は優勝候補から遠ざかっており、長らく古豪と呼ばれ低調が続いていたが、2010年大会では南米予選を5位となり、北中米カリブ海4位のコスタリカ代表との大陸間プレーオフに勝利し本大会出場を決め、その本大会では40年ぶりのベスト4入りを果たした。さらに翌年のコパ・アメリカ2011では、その勢いのまま6大会ぶり15回目の優勝を果たし、サッカー強豪国として復活を強く印象付けた。
1900年にはプロリーグのプリメーラ・ディビシオンが創設されており、リーグは120年以上の長い歴史を誇っている。主なクラブとしては、ペニャロール、ナシオナル、デフェンソール・スポルティングなどが挙げられる。ウルグアイ人の著名な選手としては、ディエゴ・ゴディン、ディエゴ・フォルラン、ルイス・スアレス、エディンソン・カバーニ、フェデリコ・バルベルデなどがいる。